# Sevalla
Sevalla är en ort i Västerås kommun och kyrkbyn i Sevalla socken. Sevalla ligger cirka 8 km norr om Tillberga. Sevalla klassades mellan 1990 och 2005 som en småort, och åter från 2020 till 2023.
I byn finns bland annat Sevalla kyrka och en bygdegård. Sista juli 2015 stängde Västerås kommun förskolan i Sevalla.

## Fotnoter
1. 1 2  Statistiska småorter 2020, befolkning, landareal, befolkningstäthet per småort, SCB, 31 mars 2022, läs online.[källa från Wikidata]
2. ↑  Kodnyckel för SCB:s statistiska tätorter och småorter - Koppling mellan gammalt och nytt kodsystem, SCB, 11 november 2021, läs online.[källa från Wikidata]
3. ↑  Avregistrerade och nyregistrerade statistiska småorter 2020, SCB, 31 mars 2022, läs online.[källa från Wikidata]
4. ↑  Avregistrerade och nyregistrerade statistiska tätorter och småort 2023, förändringar i koder och beteckningar, SCB, 27 november 2024, läs online.[källa från Wikidata]
5. ↑  ”Småorter 2005” (pdf). SCB. 27 juni 2007. Arkiverad från originalet den 17 april 2012. https://web.archive.org/web/20120417115250/http://www.scb.se/statistik/MI/MI0811/2005A01S/MI0811_2005A01S_SM_MI38SM0602.pdf. Läst 24 mars 2013.